# ببرهای آناتولی
ببرهای آناتولی (ترکی استانبولی: Anadolu Kaplanları) عبارتی است که در چارچوب اقتصاد ترکیه به پدیدهٔ رشد اقتصادی سریع شماری از شهرهای این کشور در دهه ۱۹۸۰ میلادی به کار می‌رود. از شهرهای ترکیه که تحت تأثیر این رونق اقتصادی قرار گرفتند می‌توان به دنیزلی، غازی عینتاب، قیصریه، بورسا، قونیه، و قهرمان‌مرعش اشاره کرد. این عبارت معمولاً برای اشاره به شرکتهایی که در شهرهای بزرگ ترکیه (مثل استانبول و آنکارا) قرار دارند به کار نمی‌رود.
| شهر                                                                  | تعداد شرکت‌ها |
| -------------------------------------------------------------------- | ------------ |
| دنیزلی                                                               | ۲۹           |
| غازی عینتاب & قیصریه (ترکیه)                                         | ۲۳           |
| بالیکسیر                                                             | ۱۵           |
| قونیه                                                                | ۱۴           |
| قهرمان‌مرعش                                                           | ۹            |
| اردو (شهر)                                                           | ۷            |
| صامسون                                                               | ۵            |
| چوروم                                                                | ۸            |
| ترابزون & اونیه                                                      | ۴            |
| کوتاهیه & نیغده                                                      | ۳            |
| آدیامان & افیون قره‌حصار & چانقری & گره‌سون & اسپارتا & قرامان & ملطیه | ۲            |